# Nika Murovec
Nika Murovec (11 febbraio 2002) è una sciatrice alpina slovena.

## Biografia
Attiva dall'ottobre del 2018, Nika Murovec ha esordito in Coppa del Mondo il 16 febbraio 2020 a Kranjska Gora in slalom speciale e in Coppa Europa il 27 febbraio successivo a Krvavec in slalom gigante, in entrambi i casi senza completare la prova; è inattiva dal marzo del 2022. Non ha preso parte a rassegne olimpiche o iridate.

## Palmarès

### Campionati sloveni
- 2 medaglie:
  - 1 oro (slalom parallelo nel 2021)
  - 1 bronzo (slalom speciale nel 2021)